# Пъгуошки конференции за наука и световни проблеми

Пъгуошките конференции за наука и световни проблеми, (на английски Pugwash Conferences on Science and World Affairs), известни още и като Пъгуошко движение е пацифистка международна организация, включваща учени и общественици, обединяващи усилията си за намаляване на международното напрежение и на рисковете от въоръжен конфликт.
Основната ѝ цел е, чрез установяване на периодични контакти между водещи учени от двете противостоящи страни в периода на Студената война, да смекчи противопоставянето и да създаде сред тях дух на отговорност към човечеството като цяло.
Началото на дейността на организацията е поставено на 9 юли 1955 г. с манифеста „Ръсел – Айнщайн“, подкрепен от водещи фигури в науката като Бъртранд Ръсел, Алберт Айнщайн, Фредерик Жолио-Кюри и други. Първата конференция е проведена през юли 1957 г. в канадското селце Пъгуош, откъдето идва името на организацията.
През 1995 г. Пъгуошките конференции, заедно с Юзеф Ротблат, дългогодишен генерален секретар и председател на организацията, получават Нобелова награда за мир.

## Произход
Манифестът „Ръсел – Айнщайн“, публикуван на 9 юли 1955 г., призовава за конференция на учените по въпросите на оръжията за масово поразяване (тогава за такива се считат главно ядрените оръжия). Сайръс Итън, канадски индустриалец, който познава Ръсел от 1938 г., предлага да спонсорира такава конференция в родното си място Пъгуош, провинция Нова Скотия. Това не се взима предвид, тъй като срещата е планирана за Индия, по покана на министър-председателя Джавахарлал Неру. С избухването на Суецката криза индийската конференция е отложена. Аристотел Онасис предлага да спонсорира среща в Монако, но му е отказано и тогава бива прието първото предложение на Итън.
Първата конференция се провежда през юли 1957 г. в Пъгуош, Нова Скотия и дава името на организацията. Конференцията е организирана от Юзеф Ротблат, който служи като генерален секретар на организацията от създаването ѝ до 1973 г. Манифестът „Ръсел-Айнщайн“ става основополагащ документ на организацията.
22 учени взимат участие на първата конференция:
- 7 от САЩ;
- по 3 от СССР и Япония;
- по 2 от Великобритания и Канада;
- по 1 от Австралия, Австрия, Китай, Полша, Франция.

## Структура
Членовете на ръководството включват президента, генералния секретар и изпълнителния директор. Официалното управление е в ръцете на 28-членен Съвет на Пъгуош. Има също и 6-членен Изпълнителен комитет, който помага на генералния секретар.
4-те офиса в Рим, Лондон, Женева, Вашингтон осигуряват дейността и връзката с ООН и други международни организации.
Има повече от четиридесет национални групи, организирани като независими обекти и често подкрепяни или администрирани от национални научни академии. Пъгуошкото движение работи освен това и със студентската и младежка Пъгуош организация, която също е независима.

## Принос
През първите 15 години след създаването на Пъгуошката конференция се случват Берлинската криза, Карибската криза, инвазията на Организацията на Варшавския договор в Чехословакия (заради Пражката пролет), Войната във Виетнам. Пъгуош играе важна роля в отварянето на комуникационни канали по време на иначе обтегнатите официални и неофициални отношения. Осигурява техническа помощ на Договора за частична забрана на опитите с ядрени оръжия (1963), Договора за неразпространение на ядрените оръжия (1968), Договора за борба с балистични ракети (1972), Конвенцията за биологично оръжие (1972), Конвенцията за химически оръжия (1993). Михаил Горбачов подкрепя организацията по времето, когато е лидер на СССР.